# Hellmut Brunner
Hellmut Brunner (né le 11 mai 1913 à Francfort, mort le 18 février 1997) est un égyptologue Allemand.

## Biographie
Il a étudié l'égyptologie et d'études sémitiques à Berlin, Munich et Londres et est diplômé en 1936 à Munich. À partir de 1952, il est professeur d'égyptologie à l'université de Tübingen. Là, il est nommé professeur en 1956. Il est considéré comme le fondateur de la discipline de l'égyptologie à l'Université ; il a créé le musée de l'égyptologie dans le château Hohentübingen, et a lancé le projet d‘Atlas du Proche-Orient de Tübingen (TAVO : Tübinger Atlas des Vorderen Orients). Il a beaucoup insisté sur la construction d'une bibliothèque égyptologique qui est parmi les meilleures en Allemagne. En 1978, il devient professeur émérite. Ses publications sont nombreuses et couvrent un éventail assez large au sein de l'égyptologie en se concentrant dans la philosophie, l'éducation et la religion.
Hellmut Brunner a été marié à l'égyptologue Emma Brunner-Traut.

## Publications
- Hieroglyphische Chrestomathie, 2., verb. Aufl., Harrassowitz, Wiesbaden, 1992
- Das hörende Herz, Vandenhoeck u. Ruprecht, Freiburg (Schweiz)/ Göttingen, 1988
- Altägyptische Weisheit, Artemis, Zürich, 1988
- Die Geburt des Gottkönigs, 2., erg. Aufl., Harrassowitz, Wiesbaden, 1986
- Grundzüge der altägyptischen Religion, Wissenschaftliche Buchgesellschaft, Darmstadt, 1983
- Die südlichen Räume des Tempels von Luxor, von Zabern, Mainz, 1977
- Abriss der mittelägyptischen Grammatik, 2., erw. u. verb. Aufl., Graz, 1967
- Altägyptische Erziehung, Harrassowitz, Wiesbaden, 1957
- Die Anlagen der ägyptischen Felsgräber bis zum Mittleren Reich, Glückstadt, 1936 (thèse de doctorat)

## Pour approfondir